# Niederungen der Süd- und Mittelradde und der Marka
Die Niederungen der Süd- und Mittelradde und der Marka sind ein Vogelschutzgebiet in der niedersächsischen Stadt Löningen und den Gemeinden Molbergen, Lindern (Oldenburg) und Lastrup im Landkreis Cloppenburg und der Stadt Werlte und den Gemeinden Vrees, Lahn, Lähden und Herzlake im Landkreis Emsland.

## Allgemeines
Das Vogelschutzgebiet (Kennzeichen: V66, Natura-2000-Kennung: DE3211-431) ist rund 4377 Hektar groß. Ein Teil des Vogelschutzgebietes überschneidet sich mit dem FFH-Gebiet „Markatal mit Bockholter Dose“. Das im Landkreis Emsland liegende Naturschutzgebiet „Bockholter Dose“ liegt ebenso wie das im Landkreis Cloppenburg liegende Naturschutzgebiet „Oberlauf der Marka / Mittelradde“ innerhalb des Vogelschutzgebietes. Der übrige, rund 1770 Hektar große Teil des Vogelschutzgebietes auf dem Gebiet des Landkreises Emsland ist seit 2008 als Landschaftsschutzgebiet „Mittelradde – Marka – Südradde“ ausgewiesen, das sich insgesamt über rund 1777 Hektar erstreckt. Zuständige untere Naturschutzbehörden sind die Landkreise Cloppenburg und Emsland.

## Beschreibung
Das aus zwei Teilgebieten bestehende Vogelschutzgebiet liegt zwischen Cloppenburg und Meppen. Es erstreckt sich über mehrere Kilometer entlang von Teilen der Südradde, der Mittelradde und der Marka. Die Niederungen der Bachläufe sind natürliche Standorte von Erlen- und Birkenbruchwäldern. Die Bruchwälder wurden seit dem Mittelalter zu Feuchtgrünland umgewandelt und bis zur zweiten Hälfte des 20. Jahrhunderts entsprechend landwirtschaftlich genutzt, bevor das Gebiet zunehmend entwässert und die landwirtschaftliche Nutzung intensiviert wurde. Die Bachläufe der Südradde, Mittelradde und Marka wurden ab der Mitte des 20. Jahrhunderts stark ausgebaut und verlaufen vielfach gradlinig. Entlang der Bachläufe erstreckt sich ein ausgedehntes, offenes Niederungsgebiet mit Grünländern unterschiedlicher Feuchtegrade. Dabei wird der Bereich der Niederung der Südradde von Feuchtgrünland dominiert, während in den Niederungen der Mittelradde und der Marka vielfach intensiv genutztes Grünland vorherrscht. Kleinflächig sind Hochstaudenfluren und Röhrichte zu finden. Die Grünlandbereiche sind teilweise durch Hecken und Baumreihen gegliedert, die in den 1970er-Jahren im Rahmen von Flurbereinigungen als Windschutz angelegt wurden, stellenweise stocken Baumgruppen und kleine Wälder. Im Gesamtgebiet werden Teilflächen ackerbaulich genutzt.
Das Gebiet ist ein wichtiger Lebensraum für verschiedene Limikolen, darunter Rotschenkel, Austernfischer, Kiebitz, Bekassine, Uferschnepfe und Großer Brachvogel. Der Große Brachvogel hat im Vogelschutzgebiet eines seiner größten binnenländischen Vorkommen in Niedersachsen. Das Gebiet liegt im Bereich der südöstlichen Verbreitungsgrenze der Uferschnepfe, wodurch es für diese Art eine besondere Bedeutung hat. Weitere im Gebiet vorkommende Vogelarten sind u. a. Feldlerche, Wiesenpieper, Gartenrotschwanz, Schwarzkehlchen, Wachtel, Sumpfohreule, Rohrweihe und Wiesenweihe. Das Gebiet beherbergt auch kleine Vorkommen des Blaukehlchens, Braunkehlchens, Neuntöters und des Wachtelkönigs. Weiterhin kommen im Gebiet Löffelente, Krickente und Zwergtaucher vor.
Zum Schutz der Bodenbrüter wurde 2007 ein Gelege- und Kükenschutzprogramm initiiert, an dem Landwirte, die Flächen im Vogelschutzgebiet bewirtschaften, sich beteiligen können. Im Rahmen des Schutzprogrammes werden Flächen, auf denen Wiesenvögel brüten, für die Dauer der Brut und Aufzucht der Küken im Bereich der Gelege nicht bewirtschaftet. Für den Nutzungsausfall erhalten die betreffenden Landwirte Ausgleichszahlungen.
Zur Verbesserung der Lebensbedingungen insbesondere von Limikolen werden Teilflächen im Vogelschutzgebiet wiedervernässt. Teilweise wurden Blänken angelegt, um den Lebensraum von Limikolen aufzuwerten. Im Bereich der Südradde liegende Flächen, die sich im öffentlichen Eigentum befinden, sind unter Auflagen an Landwirte verpachtet. Insbesondere auf diesen Flächen ist eine hohe Wiesenvogeldichte zu finden. Die Extensivierung der landwirtschaftlichen Nutzung, die Umwandlung von Ackerflächen in Grünland sowie weitere Vernässungsmaßnahmen sind vorgesehen.
In den Bachniederungen sind in der Vergangenheit Stillgewässer für die Fischzucht angelegt worden. Teiche, die nicht mehr genutzt werden, haben sich zu wertvollen Lebensräumen von Libellen und Amphibien entwickelt. In den Bachläufen siedeln verschiedene Wasserpflanzen, u. a. Einfacher Igelkolben, Teichrose und Wasserstern.